# 잔니 데 비아시
조반니 데 비아시(이탈리아어: Giovanni De Biasi, 1956년 6월 16일 ~ )는 이탈리아의 전 축구 선수이자 현 축구 지도자로 2015년 알바니아 시민권을 취득했다.

## 선수 시절
1974년 트레비소 아카데미에서 선수 생활을 시작한 이후 1990년 은퇴할 때까지 16년간 인테르 밀란(1975-1976), AC 레자나 1919(1976-1977), 델피노 페스카라(1977-1978), 브레시아 칼초(1978-1983), 팔레르모 FC(1983-1986), LR 비첸차(1986-1987), 트레비소 아카데미(1987-1989), 바사노 1903(1989-1990) 등 줄곧 이탈리아 리그에서만 선수로 활동했다.

## 지도자 경력
1990년 선수에서 은퇴한 후 친정팀인 바사노 1903의 유소년팀 감독으로 본격적인 지도자 커리어를 시작하여 이후 2010년까지 LR 비첸차 유소년팀, 바스테세 칼초, 카르피 FC 1909, 코센차 칼초, SPAL, 모데나 FC, 브레시아 칼초, 토리노 FC, 레반테 UD, 우디네세 칼초 등의 클럽팀의 감독직을 역임하며 모데나의 2001년 세리에 C 슈퍼컵 우승, 2001-02 세리에 C 우승, 차기 시즌 1부 리그 승격을 이끌었다.
그리고 2011년부터 2017년까지 알바니아 국가대표팀의 감독을 맡아 UEFA 유로 2016 예선 I조 8경기에서 특유의 전략과 용병술로 4승 2무 2패·조 2위로 알바니아의 사상 첫 메이저 대회 본선행의 돌풍을 주도하며 부야르 니샤니 알바니아 대통령으로부터 훈장을 수여받기도 했고 이후 열린 본선 2경기(스위스전, 프랑스전)에서 모두 패하는 등 고전을 면치 못하다가 루마니아와의 유로 2016 본선 A조 조별리그 최종전에서 알바니아의 사상 첫 유로 대회 첫 승(1-0 승)을 이끌며 알바니아 축구의 새로운 역사를 만들었고 이를 계기로 알바니아 축구의 영웅으로 떠올랐다.
그 뒤 2017년 데포르티보 알라베스의 감독으로 잠시 지내다가 2020년 7월 아제르바이잔 대표팀 사령탑으로 선임되며 3년만에 다시 국가대표팀 감독직을 맡게 되었다.